# Kolodruma
Het Koldruma is een multifunctioneel, overdekt sportcomplex met wielerbaan in de Bulgaarse stad Plovdiv. Het complex werd ontworpen door de Nederlandse architect Sander Douma en ging in 2015 open. De wielerbaan heeft een lengte van 250 meter en is 7 meter breed.
Het Kolodruma was gastheer van de Europese kampioenschappen baanwielrennen 2020.